# Heinz Breer
 Heinz Breer (* 8. Juli 1946 in Wieste) ist ein deutscher Biologe und Neurophysiologe. Er war seit 1987 Professor an der Universität Hohenheim, seit 2018 ist er emeritiert. Im gleichen Jahr wurde er zum ersten Seniorprofessor der Universität Hohenheim ernannt.

## Leben
Breer legte im Jahr 1967 sein Abitur ab. Danach studierte er von 1967 bis 1972 Biologie und Chemie an der Universität Münster, 1974 promovierte er in Biologie an der Universität Hohenheim
Von 1975 bis 1977 war er Post-Doc am Max-Planck-Institut für biophysikalische Chemie in Göttingen und von 1977 bis 1987 wissenschaftlicher Assistent und akademischer Rat an der Universität Osnabrück, wo er sich 1982 habilitierte. 1981 verbrachte er einen Forschungsaufenthalt am Albert-Einstein-College in New York. 1987 nahm er den Ruf der Universität Hohenheim auf eine Professur für Physiologie an. Dort war er von 1998 bis 2000 Vizepräsident der Universität und außerdem Prodekan und Dekan der Fakultät für Naturwissenschaften. Insgesamt veröffentlichte er 290 Arbeiten vor allem auf dem Gebiet der Neurosensorik. Im Jahr 2003 wurde er wegen wissenschaftlichen Fehlverhaltens durch die Deutsche Forschungsgemeinschaft wegen der Manipulation einer Abbildung gerügt. Die Veränderung der Abbildung berührte jedoch nicht die Aussage der Arbeit.

## Preise und Auszeichnungen
- Leibniz-Preis 1998
- Seniorprofessor der Universität Hohenheim (2018)